# Аристидис Фокас
Аристѝдис Хрѝсту Фока̀с (на гръцки: Αριστείδης Χρήστου Φωκάς) е гръцки политик и бизнесмен от Съюза на центристите, депутат в Гръцкия парламент от септември 2015 година.

## Биография
Роден е в 1971 година в квартал Тумба на македонския град Солун, Гърция, в семейство на понтийски и малоазийски гърци. Има собствен бизнес с мебели – „Фокас Хаус“.
Фокас е активист на различни понтийски организации и на благотворителната „Геронтас Паисиос“. Избран е от партията Съюз на центристите за депутат от избирателен район Солун II на общите изборите през септември 2015 година. Женен е и има две деца. Владее английски език.